# Araeoncus
Araeoncus is een geslacht van spinnen uit de familie hangmatspinnen (Linyphiidae).

## Soorten
De volgende soorten zijn bij het geslacht ingedeeld:
- Araeoncus altissimus (Simon, 1884)
- Araeoncus anguineus (L. Koch, 1869)
- Araeoncus caucasicus (Tanasevitch, 1987)
- Araeoncus clavatus (Tanasevitch, 1987)
- Araeoncus clivifrons (Deltshev, 1987)
- Araeoncus convexus (Tullgren, 1955)
- Araeoncus crassiceps (Westring, 1861)
- Araeoncus curvatus (Tullgren, 1955)
- Araeoncus cypriacus (Tanasevitch, 2011)
- Araeoncus discedens (Simon, 1881)
- Araeoncus dispar (Tullgren, 1955)
- Araeoncus duriusculus (Caporiacco, 1935)
- Araeoncus etinde (Bosmans & Jocqué, 1983)
- Araeoncus femineus (Roewer, 1942)
- Araeoncus galeriformis (Tanasevitch, 1987)
- Araeoncus gertschi (Caporiacco, 1949)
- Araeoncus hanno (Simon, 1884)
- Araeoncus humilis (Blackwall, 1841)
- Araeoncus hyalinus (Song & Li, 2010)
- Araeoncus impolitus (Holm, 1962)
- Araeoncus longispineus (Song & Li, 2010)
- Araeoncus longiusculus (O. P.-Cambridge, 1875)
- Araeoncus macrophthalmus (Miller, 1970)
- Araeoncus malawiensis (Jocqué, 1981)
- Araeoncus martinae (Bosmans, 1996)
- Araeoncus mitriformis (Tanasevitch, 2008)
- Araeoncus obtusus (Bosmans & Jocqué, 1983)
- Araeoncus picturatus (Holm, 1962)
- Araeoncus rhodes (Tanasevitch, 2011)
- Araeoncus sicanus (Brignoli, 1979)
- Araeoncus subniger (Holm, 1962)
- Araeoncus tauricus (Gnelitsa, 2005)
- Araeoncus toubkal (Bosmans, 1996)
- Araeoncus tuberculatus (Tullgren, 1955
- Araeoncus vaporariorum (O. P.-Cambridge, 1875)
- Araeoncus victorianyanzae (Berland, 1936)
- Araeoncus viphyensis (Jocqué, 1981)
- Araeoncus vorkutensis (Tanasevitch, 1984)